# 茹拉夫涅 (利京區)
49°30′29″N 28°10′41″E / 49.50806°N 28.17806°E
茹拉夫涅（烏克蘭語：Журавне），是烏克蘭的村落，位於該國西南部文尼察州，由文尼察區負責管轄，始建於1290年，面積0.31平方公里，海拔高度247米，2001年人口1,340，人口密度每平方公里4,322.58人。